# Inconfidentes
Inconfidentes är en kommun i Brasilien.   Den ligger i delstaten Minas Gerais, i den sydöstra delen av landet, 700 km söder om huvudstaden Brasília. Antalet invånare är 6 904.
Omgivningarna runt Inconfidentes är huvudsakligen savann. Runt Inconfidentes är det ganska glesbefolkat, med 39 invånare per kvadratkilometer.